# Comores Aviation
Comores Aviation – komorska linia lotnicza z siedzibą w Moroni.

## Flota
Według danych z marca 2009 roku, linia posiadała następujące samoloty:
- Embraer 120 – 1 sztuka
- Let L-410 UVP – 2 sztuki
- BAe 146-200 – 3 sztuki